# ویکتوریای جوان
ویکتوریای جوان (انگلیسی: The Young Victoria) فیلمی در ژانر زندگی‌نامه‌ای است که در سال ۲۰۰۹ منتشر شد. این فیلم موفق شد در رشتهٔ طراحی لباس، جایزه اسکار را از آنِ خود کند. با این حال این فیلم در گیشه با توجه به هزینه ۳۵ میلیون دلاری اش ناموفق بود.

## بازیگران
- امیلی بلانت - ملکه ویکتوریا
- روپرت فرند - پرنس آلبرت از سکس-کوبرگ و گوتا
- میراندا ریچاردسون - دوشس کنت
- جیم برودبنت - ویلیام چهارم (پادشاهی متحده)
- پل بتانی - ویلیام لمب دوم
- مارک استرانگ - جان کانروی
- توماس کرتشمن - لئوپولد یکم بلژیک
- جولیان گلاور - آرتور ولزلی (اولین دوک ولینگتون)
- شاهدخت بئاتریس یورک - ندیمه ملکه
- هریت اوتمار - آدلاید از سکس-ماینینگن
- میخیل هایشمان - ارنست دوم، دوک سکس-کوبرگ و گوتا
- ژانت هاین
- برنارد لوید